# Mõndalaid
Mõndalaid ist eine Insel in Lääne-Saare im Kreis Saare, 230 Meter von der größten estnischen Insel Saaremaa entfernt. Die 0,2694 Hektar große Insel liegt in der Bucht Pilguse laht.